# Mary Reibey

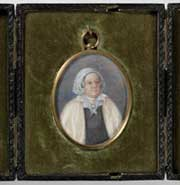
Det enda kända porträttet av Mary Reibey, från cirka 1835.

Mary Reibey, född 1777, död 1855, var en australiensisk straffånge och affärsidkare. Hon blev legendarisk såsom en förebild för kvinnligt företagande i kolonin. 
Hon deporterades 1790 som straffånge till Australien för häststöld, och gifte sig 1794 med kolonins första civila affärsman, Thomas Reibey. Efter makens död 1811 tog hon över hans importföretag och blev en av kolonins mest framgångsrika företagsledare, med stora investeringar i handel, skepp, jordbruk och stadsbyggnad. 